# MEN 同じ顔の男たち
『MEN 同じ顔の男たち』（メンおなじかおのおとこたち、Men）は、2022年のイギリス・アメリカ合衆国のホラードラマ映画。監督・脚本はアレックス・ガーランド、出演はジェシー・バックリーとロリー・キニアなど。夫の死を目撃した過去のトラウマと目の前に現れる同じ顔の男たちの恐怖に対峙する女性を描いている。

## ストーリー
ロンドンのキャリアウーマンであるハーパーは夫に愛想を尽かし、離婚を迫っていた。逆上し、マンションの上層階から、事故とも自殺ともつかぬ転落死を遂げる夫。心に傷を負ったハーパーは、静養のために田舎の豪奢な館を借り、一人で滞在した。森の散策を楽しむも、浮浪者のような全裸の男にストーカーされて、警察を呼ぶ羽目に陥るハーパー。実は、この村の同年代の男たちは、放浪者も館の管理人も、教会の司祭も警官も、何人もが同じ顔をしていた。それぞれ服も髪型も印象も異なるせいか、気づかないハーパー。
癒しを与えるべき司祭から、夫の死について責められたり、警官が夜中に館の庭に現れて、一瞬で消えたり、次々と怪現象に襲われるハーパー。ロンドンの女友達ライリーにスマホで連絡するも、電波状態が悪く上手く伝わらない。
入れ代わり立ち代わり、館のハーパーを襲う同じ顔の男たち。男の腹が大きく膨れたかと思うと、次の成人の男が産まれ、最後には死んだはずの夫が現れた。夫から「愛」が欲しいと言われても、溜息しか出ないハーパー。明け方にライリーが車で駆け付けた時、ハーパーは血まみれの館の庭で、一人ポツンと佇んでいた。なぜかライリーは妊娠中で、腹は大きく膨らんでいた。

## キャスト
※括弧内は日本語吹替。
- ハーパー・マーロウ: ジェシー・バックリー（永宝千晶） - 主人公の未亡人。
- ジェフリー: ロリー・キニア（遠藤純一） - カントリーハウスの管理人。演じたロリーは、ハーパーが訪れる村の多くの「男性」を演じている（裸の男、牧師、パブのオーナー、警察官、サミュエルの顔、パブの常連客の2人など）。
- ジェームズ・マーロウ: パーパ・エッシードゥ（英語版）（佐々木啓夫） - ハーパーの亡夫。
- ライリー: ゲイル・ランキン（英語版）（葛原詩織） - ハーパーの友人。
- 警察のオペレーターの声: ソノヤ・ミズノ（三重野帆貴）

## 製作
2021年1月6日、アレックス・ガーランドがA24で脚本・監督を担当し、ジェシー・バックリーとローリー・キニアが出演交渉中であることが発表された。サンデー・タイムズ紙によると、追加キャストとしてパーパ・エッシードゥがジェシー・バックリーとローリー・キニアと共にリハーサルしている様子を報じている。

### 撮影
2021年3月19日に英国で主要撮影を開始し、当初は同年5月19日に終了する予定であった。2021年5月22日、撮影監督のロブ・ハーディが、Instagramで撮影が終了したことを発表した。

## 作品の評価
Rotten Tomatoesによれば、256件の評論のうち高評価は69%にあたる176件で、平均点は10点満点中6.6点、批評家の一致した見解は「物語やテーマの広がりが時に理解を超えることがあっても、豪華キャストの魅力的な演技によって『MEN 同じ顔の男たち』はその恐怖の挑発を最大限に生かすことができている。」となっている。
Metacriticによれば、55件の評論のうち、高評価は31件、賛否混在は23件、低評価は1件で、平均点は100点満点中65点となっている。